# Randy Rasmussen
Randy Rasmussen é um ex-jogador profissional de futebol americano estadunidense.

## Carreira
Randy Rasmussen foi campeão do Super Bowl III jogando pelo New York Jets.